# Kostel svaté Markéty (Strakonice)
Kostel svaté Markéty ve Strakonicích je jednolodní pozdně gotický kostel v centru města Strakonic postavený v letech 1580–1583. Kostel, který je významnou dominantou města, se nachází poblíž soutoku řeky Otavy s Volyňkou. Objekt je chráněn jako kulturní památka.

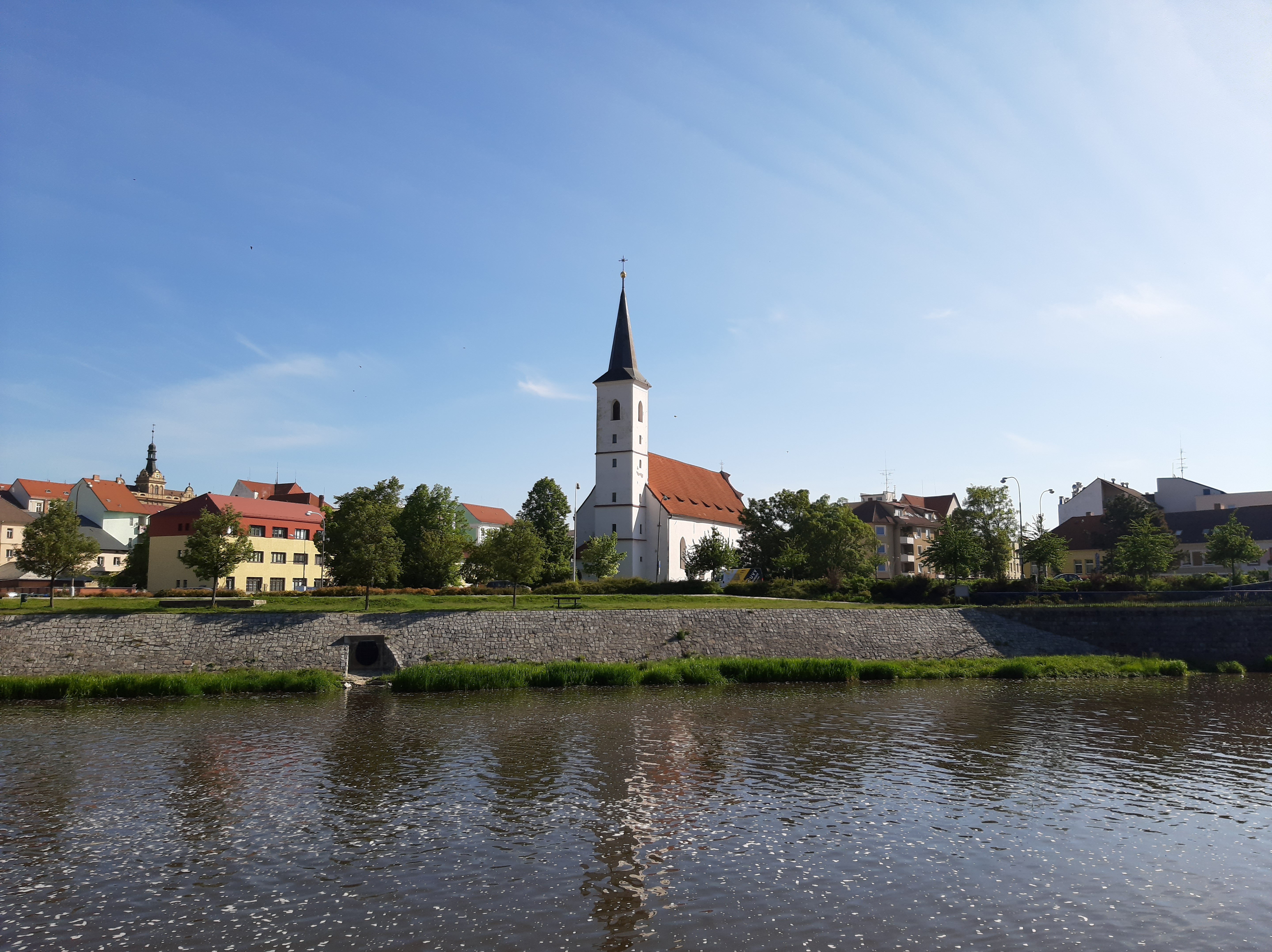
Pohled na kostel sv. Markéty ve Strakonicích od strakonického hradu

## Historie

### Historie před postavením nového kostela
Za nejstarší písemnou zprávu je často pokládán údaj z roku 1318, kdy Vilém Bavor potvrzuje špitál u mostu s jeho příslušenstvím strakonickému konventu. V té tobě zde již pravděpodobně stála kaple, i když není zmíněna v písemných pramenech. Zřejmě původní zasvěcení špitální kaple se přeneslo po vystavění nového kostela do jeho titulu. Skutečně nejstarší zprávou z historických písemných pramenů o špitálu je údaj z roku 1225, kdy král Přemysl Otakar I. potvrzuje darování od manželky Bavora ze Strakonic Bolemily zdejšímu johanitskému špitálu a konventu dvůr Chlum s lesem Lazec, Koryta a lesy v okolí dvora, což je polesí táhnoucí se až k Radomyšli a za ní dále k severovýchodu. Špitál se tak stal nejstarším v českých zemích.
Po zprávě z roku 1358, kdy Karel IV. potvrzuje strakonickému johanitskému konventu oprávnění ke špitálu, se o kapli ani o špitálu delší dobu nepsalo. Další zpráva pochází až z roku 1464, ve které se uvádí, že strakonický johanitský velkopřevor Jošt z Rožmberka dává z půjčených peněz od různých osob 30 kop grošů ročního platu „na ranní mši Matky Boží v novém kostele strakonickém v menším městě“. Zde byl špitální kostel sv. Markéty považován za nový ve srovnání s hradním kostelem sv. Prokopa a vzhledem ke starému farnímu kostelu u sv. Václava v osadě Lomu na předměstí. Z následujícího vývoje je patrné, že koncem 14. nebo až počátkem 15. století byla původní špitální kaple rozšířena. K rozsáhlejší přestavbě mohlo dojít po polovině 15. století, kdy byl roku 1454 obdarován johanitským velmistrem Jošta z Rožmberka a snad znovu zřízen špitál sv. Markéty u mostu přes Otavu, jenž byl zničen požárem roku 1442.
Kaple byla používána i pro farní účely i přes to, že vlastní fara byla od města poměrně vzdálena. Všechny bohoslužebné úkony, které prováděly farní kostely, byly prováděny v kostele sv. Markéty. Vyplývá to také z toho, že zde byl přibližně koncem 14. století zřízen hřbitov, který sloužil strakonickým obyvatelům až do 16. století, kdy byl zřízen hlavní hřbitov pro městské pohřby u kostela sv. Václava v Lomu. Rozhodujícím činitelem ve vývoji kostela byl zejména johanitský převor s celým konventem a správou města. Podle rozhodnutí velkopřevora Jana ze Švamberka z roku 1482 dostává strakonický cech krejčích potvrzení svých cechovních privilegií a cechovní oltář. Další zpráva o kostele je až z doby po polovině 16. století, ve které je v roce 1557 kostel nazýván „kostelem v malým městě“. V té době zde měli řezníci svůj cechovní oltář, který byl hlavním oltářem kostela. V 16. století byla většina městského obyvatelstva ve Strakonicích vyznání podobojí. Kostel, ačkoliv byl pod patronátem maltézských převorů ze strakonického hradního konventu, zůstal kostelem podobojí až do Bílé hory. V této době se poprvé písemně připomíná kostel sv. Markéty v souvislosti s obdarováním špitálu stojícím při tomto kostele od převora Benedikta z Bratčic.

### Výstavba nového kostela
K zásadní přestavbě kostela došlo ve druhé třetině 16. století, kdy už dosavadní sakrální stavba svým rozsahem nevyhovovala. Z iniciativy městské správy došlo nejen k rozšíření, ale i k velkorysé přestavbě, která se uskutečnila v roce 1583 z iniciativy velkopřevora Kryštofa z Vartenberka. Jako stavitel byl povolán Vincenzo Vogarelli z Bormia, původem Ital, z Českých Budějovic. O výstavbě svědčí pamětní nápisová deska nad severním vstupem do kostela – „TENTO CHRÁM BOŽÍ GEST VYSTAV/ OD WINCENSA FUGOLIUSA WLACHA SAUSEDA ČESKICH BUDEJOWIC LETHA MDLXXXIII“. Stavba byla vystavěna ve slohu pozdní gotiky a renesance. Byly použity starší obvodové zdi původní gotické stavby včetně v té době stojící špitální budovy. Stěny stavby byly pokryty sgrafity. V té době byl u kostela zrušen hřbitov, jehož místo bylo přeměněno v ohrazený palouk, který později zanikl. V té době dostává kostel sv. Markéty nové zvony.

### Vývoj kostela do současnosti
V období po Bílé hoře se kostel stává opět katolickým. Byl používán jako farní, i když tento statut nikdy neměl. Hradní kostel sv. Prokopa byl zpustošen a starý farní kostel sv. Václava v obci Lomu byl pro obyvatele Strakonic příliš vzdálený. Duchovní působící u sv. Markéty bydlívali v domě proti kostelu nazývaném „na staré faře“, i když se o faru nejednalo. Teprve po roce 1666 byla po skončení třicetileté války obnovena normální duchovní správa. Byl obnoven převorský kostel na hradě, kam byla přenesena farní správa od kostela sv. Václava. V tomto období byl kostel sv. Markéty vyhledáván strakonickými cechy. Roku 1678 se kloboučnický cech připojuje k cechu soukenickému, postřihačskému a krejčovskému s povinností složit dvě libry vosku k záduší sv. Kateřiny v kostele sv. Markéty.
V 18. století se o potřeby kostela sv. Markéty staralo město, které odvozovalo svůj patronát od vlastnictví kostela. Duchovní správu zajišťoval administrátor maltézského převorství. V letech 1768 až 1769 nastal velký spor o zřízení fary u kostela sv. Markéty. Ta nakonec zřízena nebyla.
V roce 1780 došlo ke generální opravě kostela, při které dostal dnešní fasádu. Byl opraven štít za hlavním oltářem a upraven v barokním stylu. Okna kostela byla v té době přestavěna do jednoduchých segmentů, avšak původní lomené oblouky si zachovala.

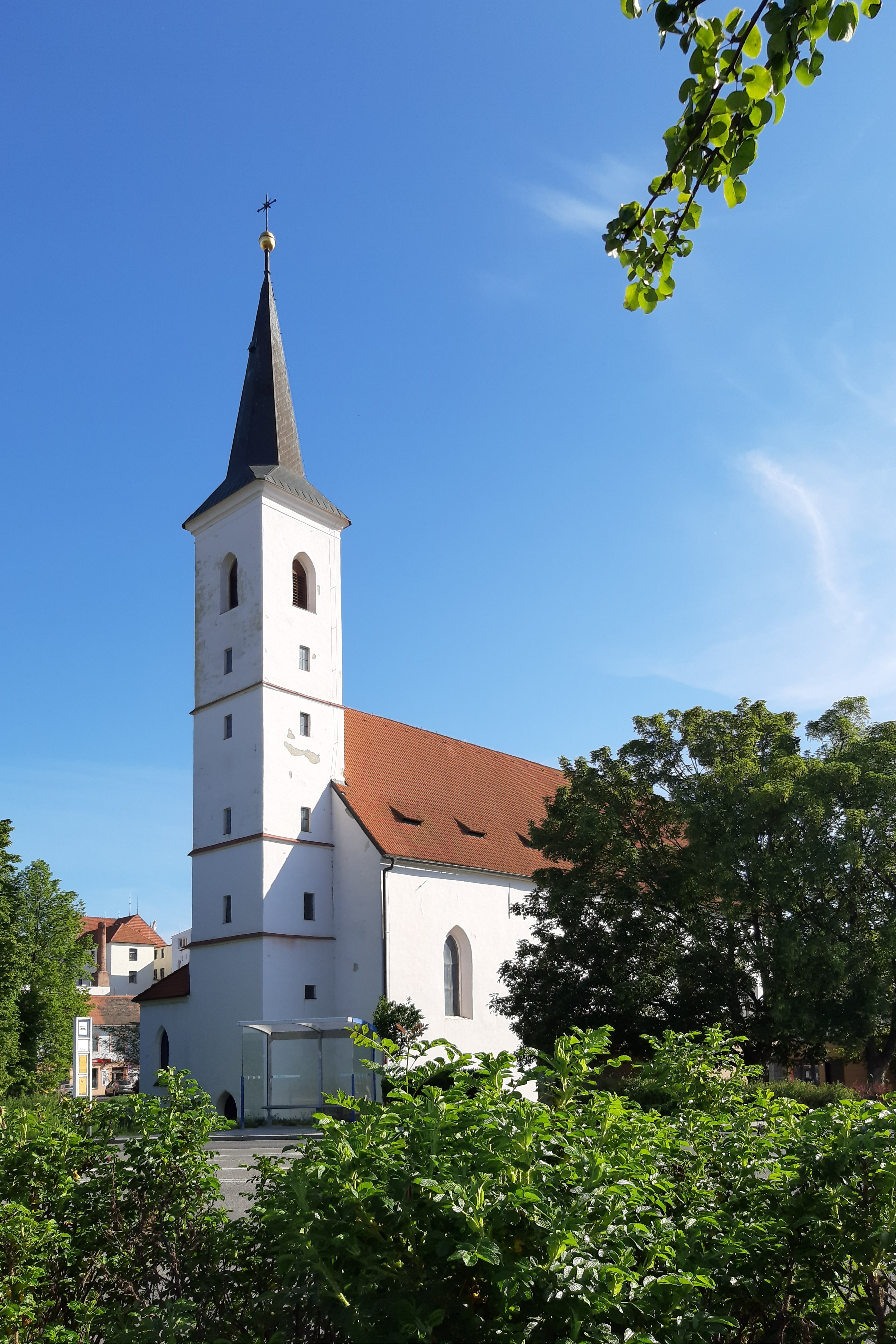
Kostel sv. Markéty ve Strakonicích

Velká povodeň zaplavila celý kostel v roce 1784. Další opravy proběhly v letech 1798 a 1800, kdy měl kostel ve vlastní stavbě a na klenbě četné trhliny. V roce 1854 byl kostel zasažen požárem a zůstal 20 let v chatrném stavu. V roce 1874 byla z finančních důvodů věž snížena a vynechán byt hlásného a ochoz. Také byl změněn její barokní vzhled a věž opatřena štíhlou pseudogotickou střechou. Další povodeň zasáhla kostel v roce 1890, kdy byl opět celý zaplaven, tentokrát až do výšky 1,5 m nad podlahou kostela. Byly zničeny zachované starší oltáře, které byly postupně nahrazeny a doplněny některými sochami a obrazy ze staršího vybavení kostela.
U východního štítu se nachází litinový kříž s Kristem a Madonou a původní zachovanou nápisovou deskou – „BOŽE! PŘjGMI TÚTO OBĚT TOBĚ WROUCNĚ PODANOU, MILOSTj TWOU NINJ POHLED OD NAS OBĚTOWANOU. W. F. H. LÉTA PANĚ 1848“.
Zhoršující se stavební stav kostela byl dlouhodobě patrný již od druhé poloviny 18. století. Nepříznivě zde také působila poloha kostela, která přispěla k častým zaplavováním stavby. Počátkem 20. století se objevily další statické poruchy. Po vzniku republiky v roce 1918 byl ustanoven zvláštní výbor na opravu kostela. Jeho předsedou byl zvolen děkan frà Antonín Voráček, administrátor děkanství. V roce 1926 byly stěny obvodového zdiva kostela staženy železnými kleštinami. Hlavní práce byly provedeny v letech 1929 a 1930. Špatný stavební stav sakrální stavby pokračoval v dalších desetiletích a vrcholil v 90. letech 20. století, kdy byl vyhlášen odborem výstavby Okresního úřadu ve Strakonicích havarijní stav. Bylo postupně přikročeno ke generální opravě a k celkovému zajištění stavby.
Ačkoli o to měšťané vždy v minulosti usilovali, kostel sv. Markéty byl jmenován kostelem farním až v červenci roku 2018.

## Popis stavby
Kostel stojí v centru Strakonic u Palackého náměstí v ulici U Sv. Markéty u řeky Otavy. Ze západní strany kostela vede hlavní silnice č. I/22 ze směru od Horažďovic, na jižní straně se nachází nově postavená tržnice. Sálový orientovaný kostel bez rozlišení presbytáře s hranolovou věží v západním průčelí byl postaven v letech 1580–1583 ve stylu pozdní gotiky s četnými renesančními prvky. V roce 1777 byl barokně upraven, zejména na východním průčelí, a získal tak dnešní podobu.
Dosavadní historická literatura předpokládala, že původní sakrální stavba tvořila polovinu dnešního kostela. Situovala ho do míst dnešní kostelní věže, podkruchtí a asi do poloviny interiéru dnešního kostela směrem od západu k východu. V této části kostela viděla gotizující prvky, zvláště v profilovaném trojbokém ostění hlavního vchodu a v dalších portálech. Rovněž vnitřní pilíře podpírající obvodové zdivo mohly být podle její interpretace pozůstatkem starší stavby.

### Exteriér
Dnešní budova tvoří stavební soubor o rozměrech cca 13×40 m, která spojuje loď i kněžiště v jeden stavební celek.

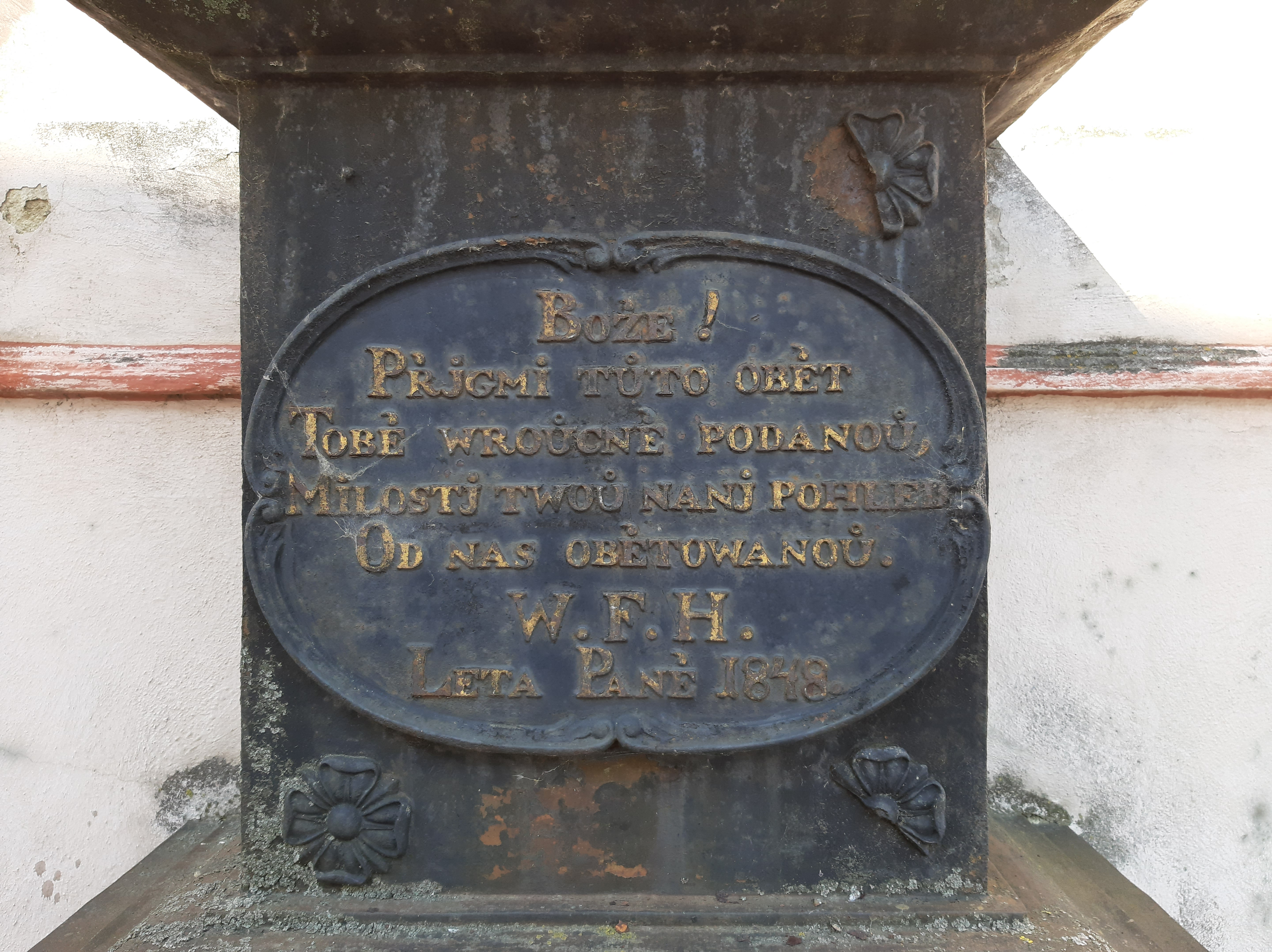
Nápis na podstavci litinového kříže Krista s Madonou u východního průčelí kostela sv. Markéty ve Strakonicích

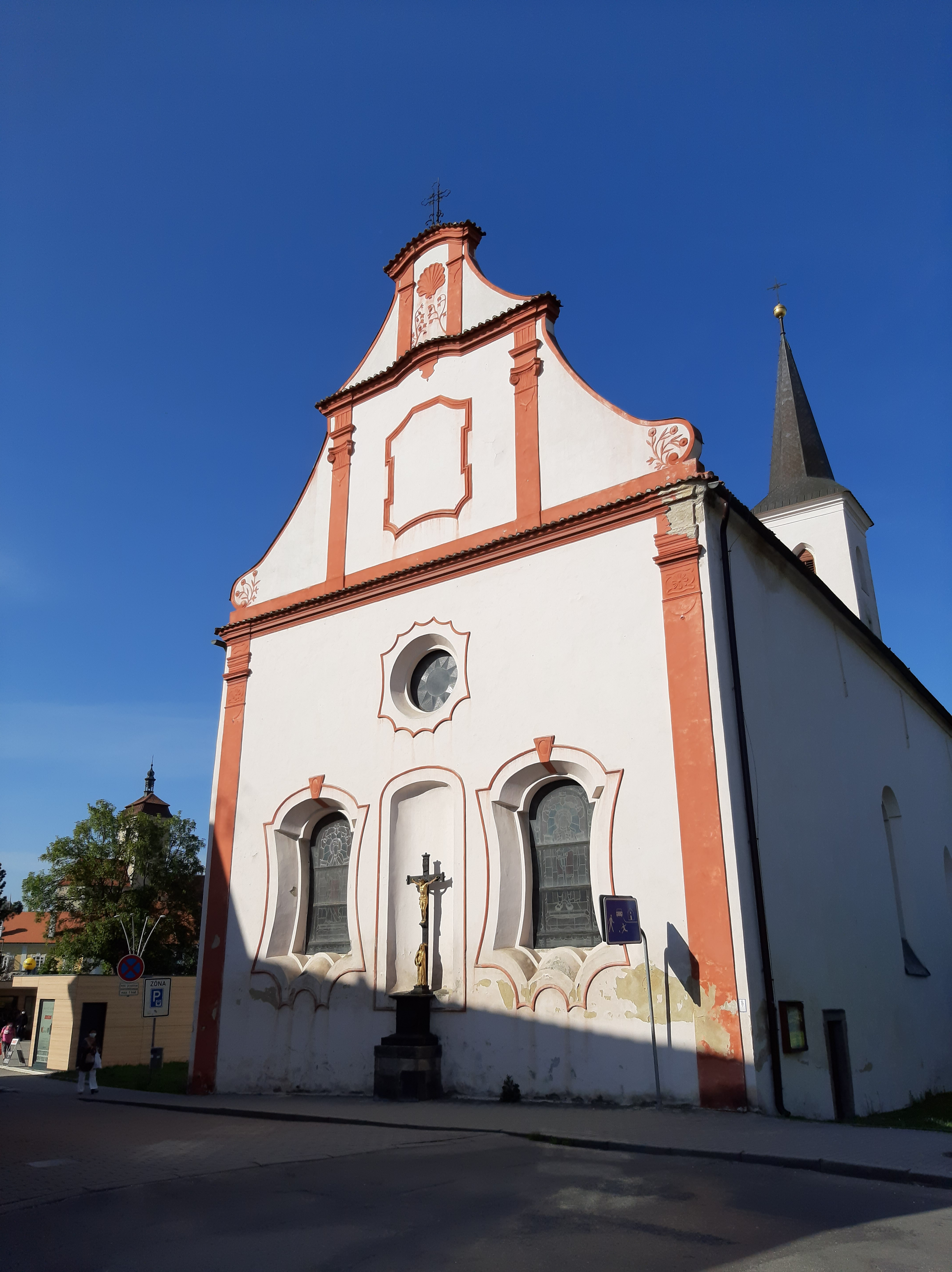
Východní průčelí kostela sv. Markéty ve Strakonicích

Východní průčelí s volutovým štítem bylo barokně upraveno při opravě kostela v roce 1777 jednoduchou plastikou a vlysovou úpravou. Ta se vyznačuje svou červenou barvou, ačkoliv celý kostel je omítnut bílou omítkou a bez zdobení. V průčelí se nacházejí dvě kasulová okna s vitrážemi a jedno okno kulaté lemované štukovým rámem. Uprostřed průčelí je nika s litinovým křížem s Kristem a Madonou a vzácně zachovanou nápisovou deskou – „BOŽE! PŘjGMI TÚTO OBĚT TOBĚ WROUCNĚ PODANOU, MILOSTj TWOU NINJ POHLED OD NAS OBĚTOWANOU. W. F. H. LÉTA PANĚ 1848“. Na bocích průčelí jsou pilastry bez patek a s jednoduchými hlavicemi podpírající první štítovou římsu. Na samotném volutovém štítě s rostlinnými motivy ve volutách se blíže k sobě nacházejí další dva pilastry s iónskými hlavicemi podpírající další štítovou římsu a s triglyfy, které však byly historicky používány ve stylu dórském. Mezi pilastry se nachází štukovým rámem naznačené falešné okno. V horní části štítu se nacházejí další dva zjednodušené pilastry podpírající vrcholovou římsu štítu. Mezi nimi je další rostlinný motiv a plastika mušle. Na vrcholu štítu je umístěný malý kříž.
Boční stěny kostela jsou hladké bez výzdoby. Jediné členění je na severní straně, kde je přístavek vchodu s pamětní nápisovou deskou o stavbě z roku 1583 a druhý boční vchod na východní části fasády. Na severní fasádě jsou čtyři okna rozmístěna v různých výškách, z nichž dvě v západní části jsou považována za původní ze starší stavby. Tři západní okna jsou klenuta lomeným obloukem. Také na jižní fasádě jsou první tři okna klenuta lomeným obloukem, avšak oken dohromady má pět a ta jsou také rozmístěna asymetricky. Pod prostředním oknem se nachází boční vstup zaklenutý lomeným obloukem a se světlíkem.

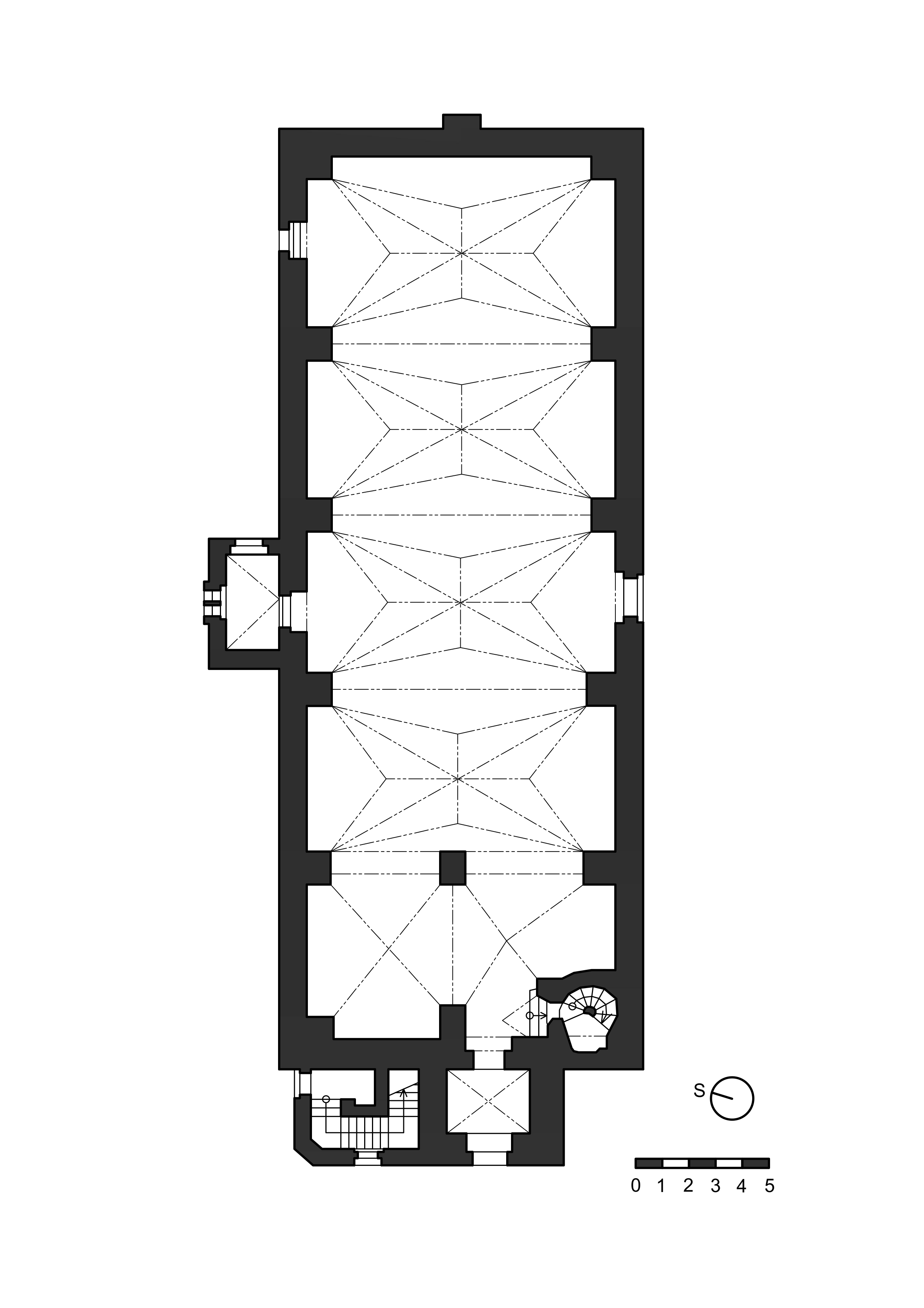
Půdorys kostela sv. Markéty ve Strakonicích

Západní štít byl vložen do východní stěny kostelní věže. Je zcela hladký, jediným prvkem je na jeho východní části zazděný vchod, po kterém zbylo viditelné jen ostění. Věž, která se nachází v západní části kostela, je čtyřhranná a se svými šesti podlažími výrazně převyšuje hřeben střechy. Vlastní zdivo věže je hladké a vystavěné převážně z pískovcových gotických kvádrů. Hlavní vstup do kostela klenutý lomeným obloukem je v západní stěně věže.
V severozápadní části kostela je přístavek s jedním oknem s lomeným obloukem na západní fasádě a se vstupem s dveřmi se světlíkem s lomeným obloukem na fasádě severní.
Kostel býval vyzdoben renesančními sgrafity a na kostelní věži bývala cibulovitá střecha s ochozem a světničkou pro ponocného. Nic z toho se dodnes nedochovalo.

### Interiér
Po stranách obvodových zdí v interiéru jsou renesanční kašírované polopilastry nesoucí architrávní římsu, nad kterou se nachází tympanon. Zdoben je v bočních rozích a také na vrcholu kašírovanou květovou výzdobou. Vlastní tympanon je také ozdoben kašírovanými polopilastry. Sálový prostor je zaklenut pěti hvězdicovými klenbami se štukovými žebry. Další klenby, avšak křížové, se nachází v podvěží a podkruchtí. V podkruchtí byly odhaleny hodnotné gotické nástěnné malby s výjevy ze života Krista. Vybavení kostela je pseudogotické z roku 1984.
Naproti oltáři se na kruchtě nacházejí varhany.

### Zvony
V roce 1585 byl zvonařem Mikulášem Prachatickým ulit nový zvon sv. Markéta se znakem města. Památkový ústav eviduje zvon o průměru 84,3 cm, který byl ulit v roce 1583 prachatickým konvářem Jakubem Wolfartem.
Roku 1760 vysvětil strahovský opat Gabriel Václav Kašpar další nový zvon, který se však v kostele nedochoval.

## Galerie

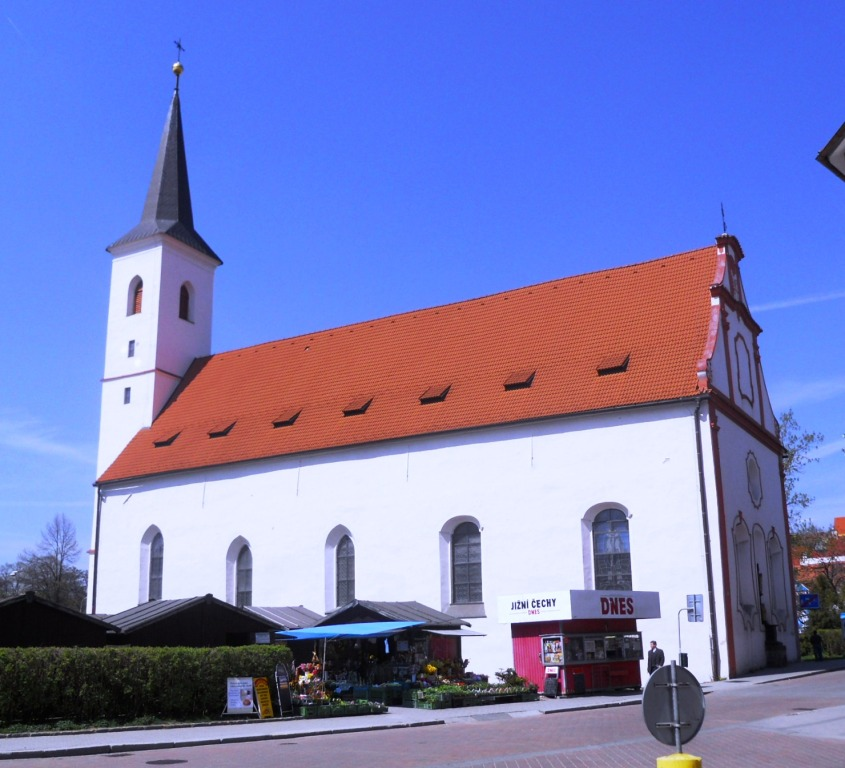
Jižní fasáda
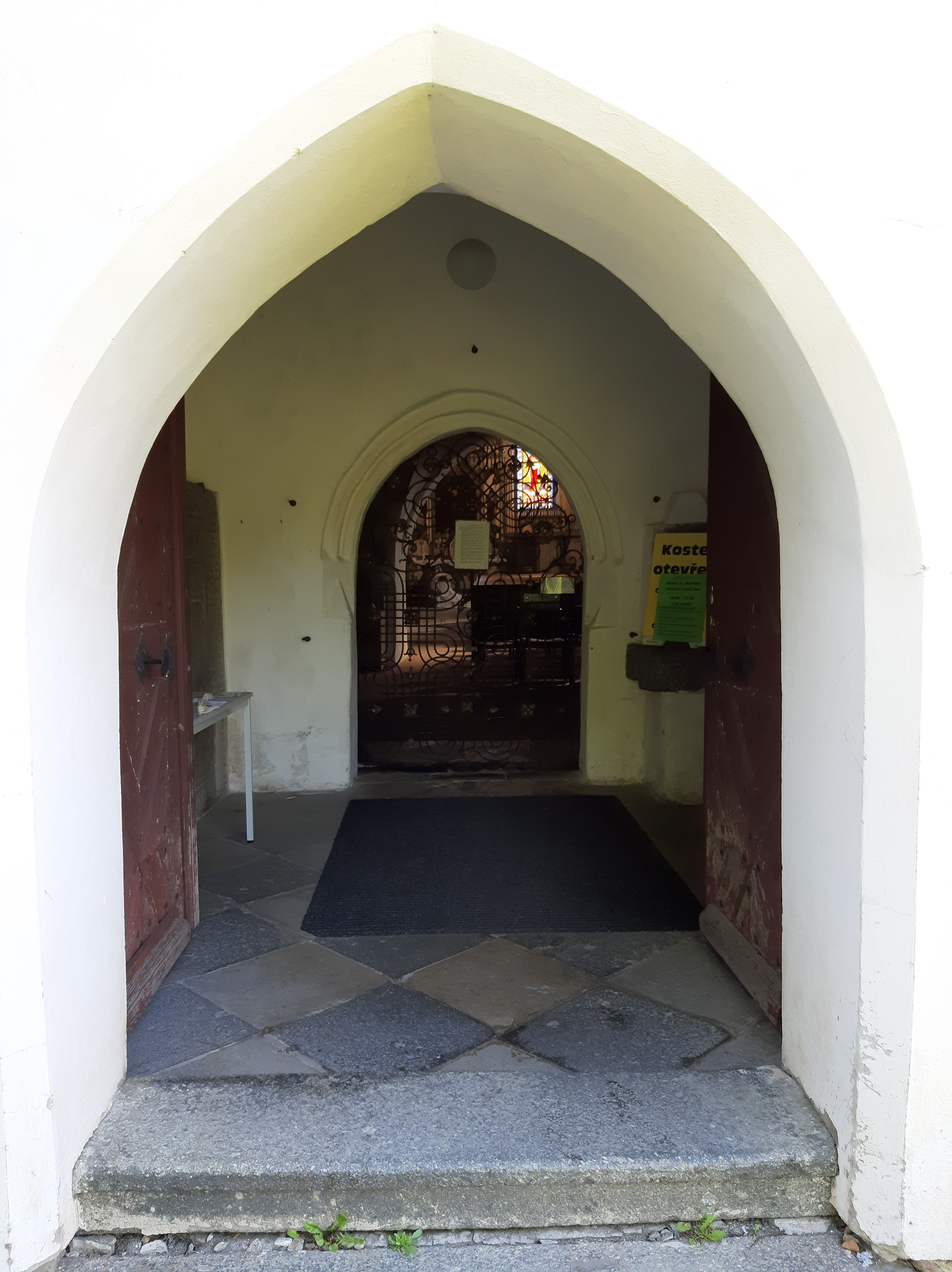
Hlavní vchod skrz věž pro veřejnost do kostela sv. Markéty ve Strakonicích
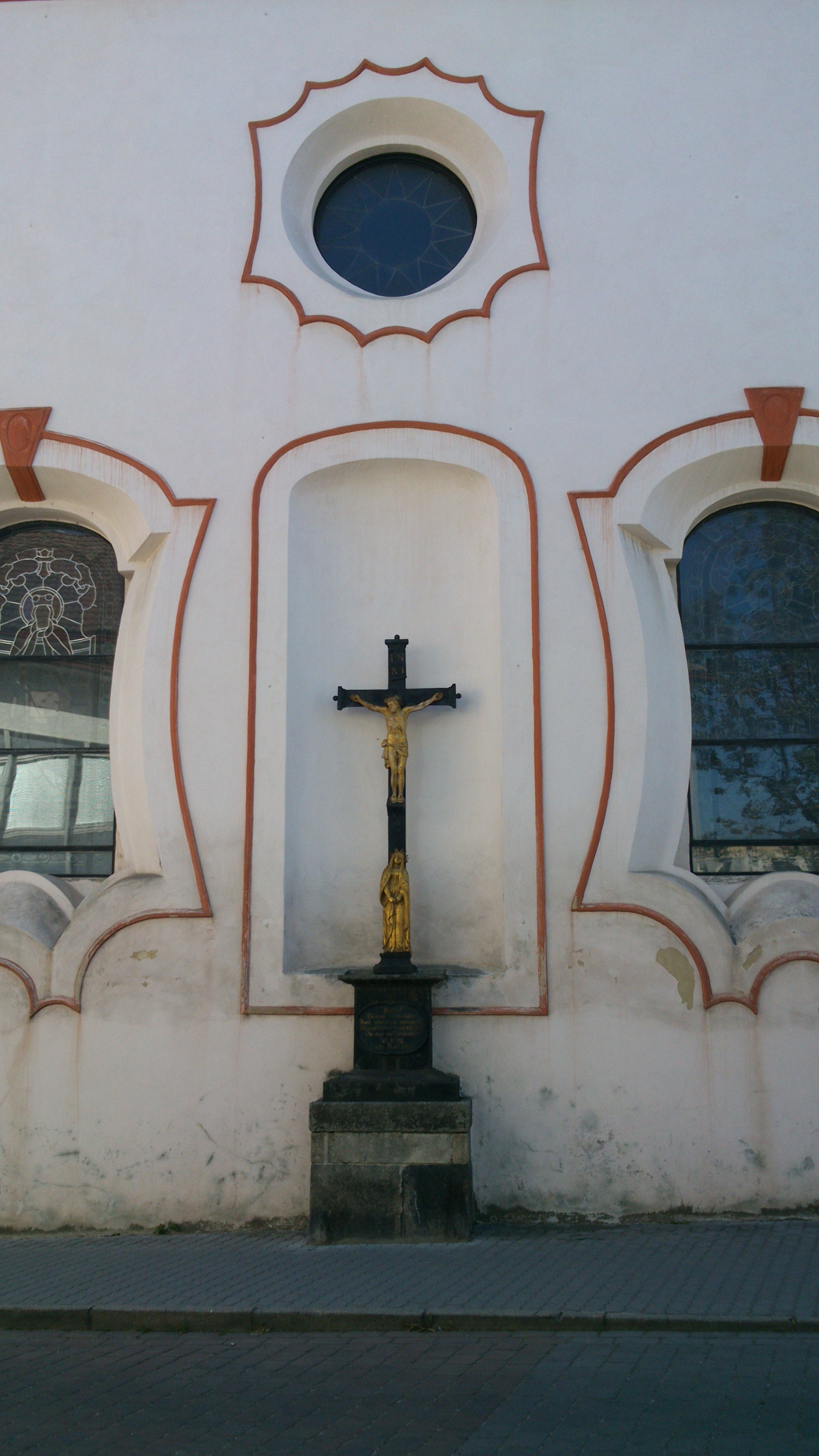
Litinový kříž s Kristem a Madonou u východního průčelí
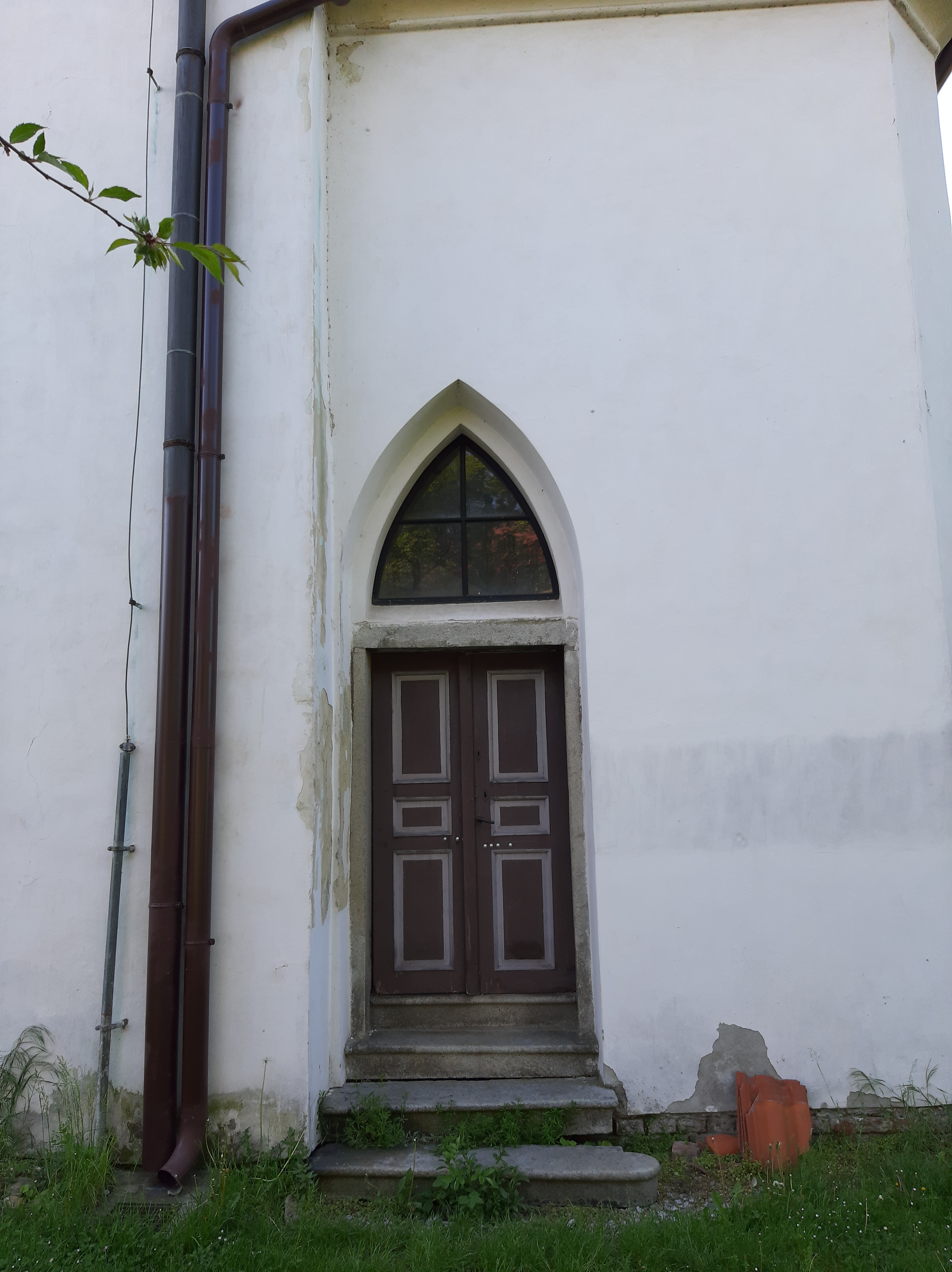
Vchod se světlíkem klenutým lomeným obloukem
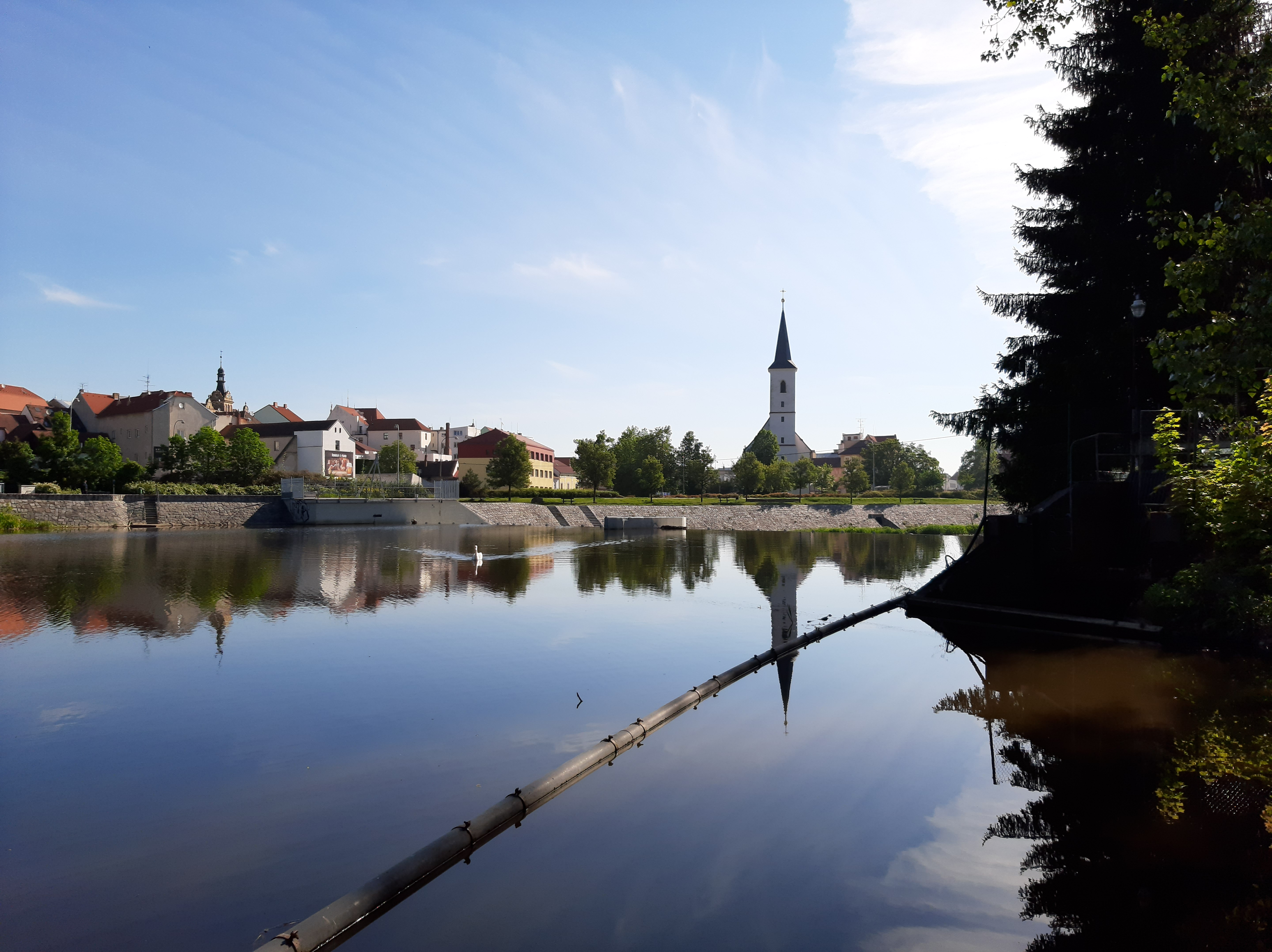
Pohled od lávky z pravého břehu řeky Otavy
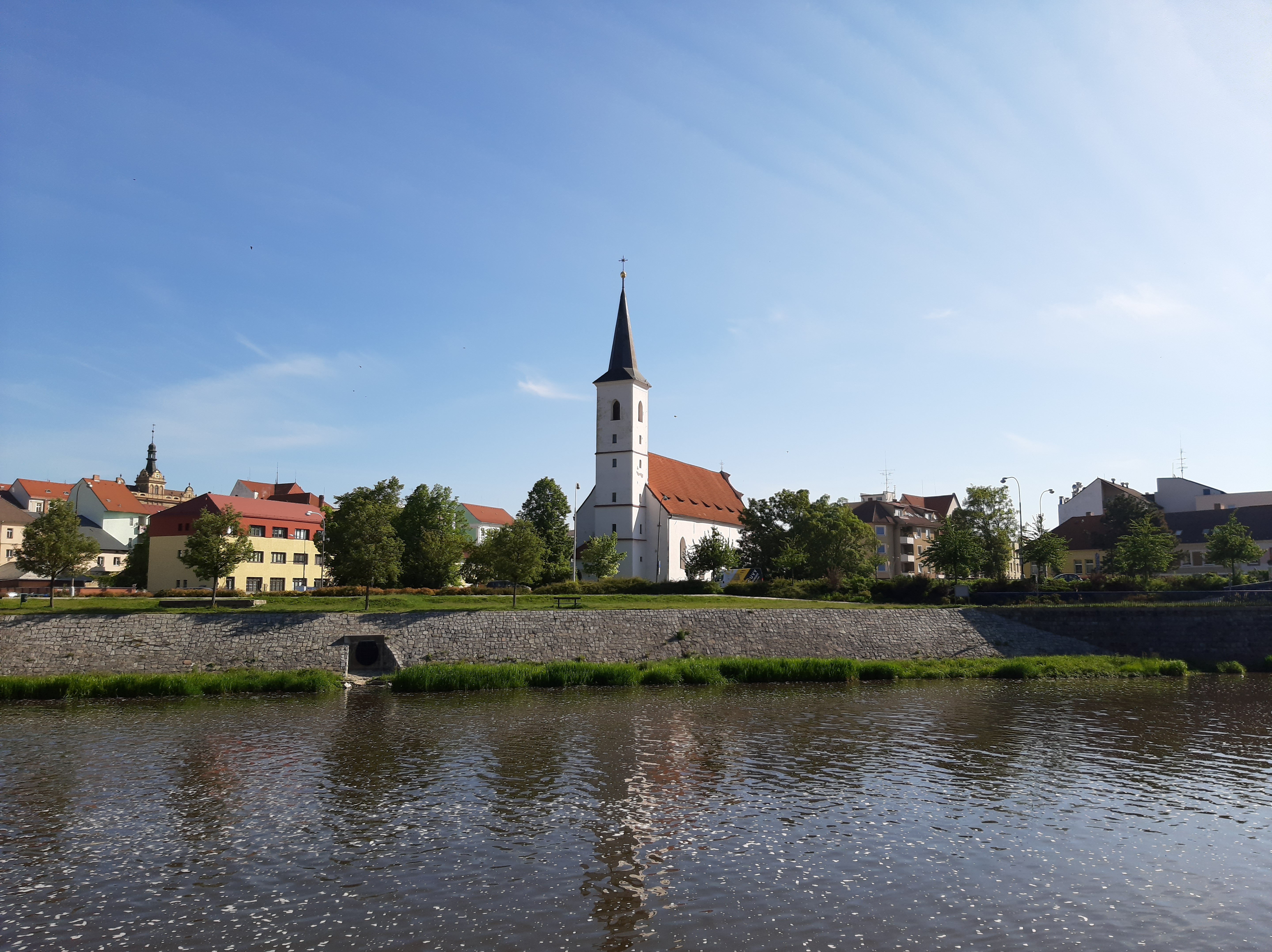
Pohled na kostel sv. Markéty ve Strakonicích od strakonického hradu
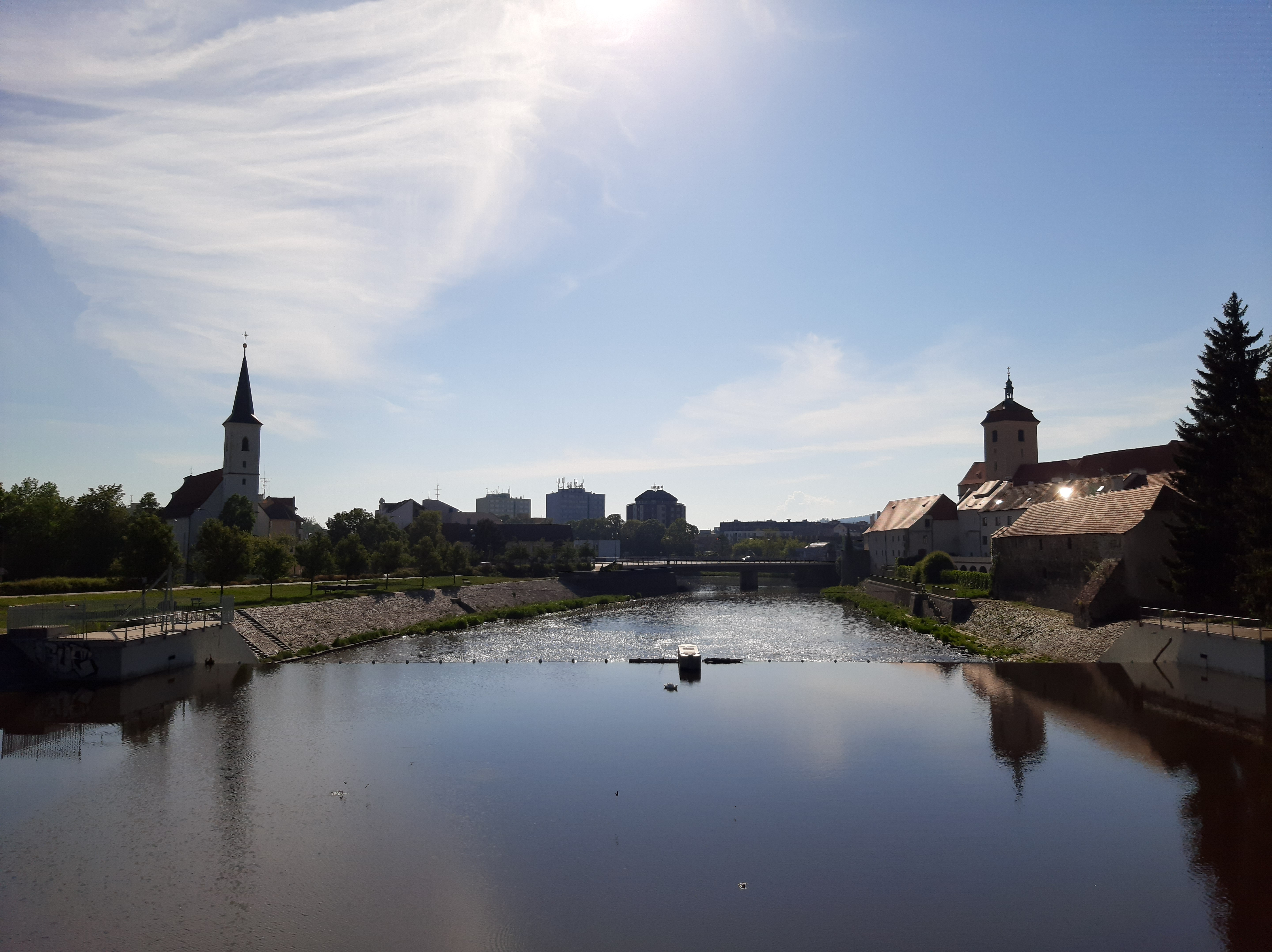
Kostel sv. Markéty spolu se strakonickým hradem na panoramatu města
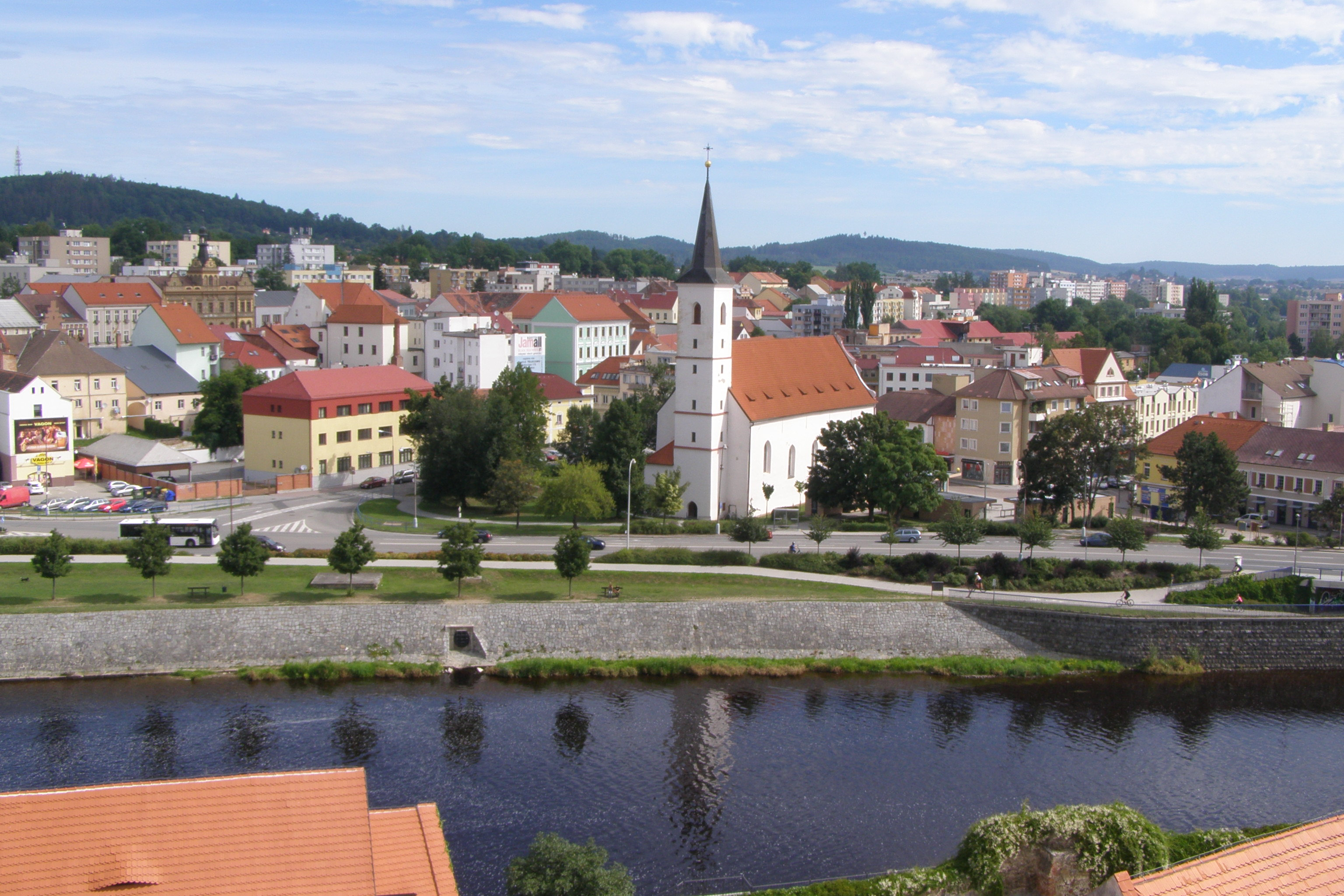
Panorama Strakonic